# Okano Sunicsiró
Okano Sunicsiró (Tokió, 1931. augusztus 28. – Tokió, 2017. február 2.) japán válogatott labdarúgó.

## Pályafutása
1950–1957 között a Tokió Egyetem csapatában játszott. 1961–1971 között a japán labdarúgó válogatott edzője, 1971-ben vezetőedzője volt. 1990–2012 között a Nemzetközi Olimpiai Bizottság tagja, 2012-ben tiszteletbeli tagja volt. 1998–2002 között a Japán Labdarúgó Szövetség elnöke volt.
Okano szülei cukrászdát vezettek Tokió Ueno kerületében. A második világháború alatt szülei az amerikai légitámadások elől Gunma prefektúrába szöktek, de Okano ott maradt, hogy középiskolába járjon. 1949-ben beiratkozott a Tokió Egyetemre, és csatlakozott az egyetem labdarúgó-klubjához is (1950). 1953-ban a csapat megnyerte az első országos egyetemi bajnokságot. A japán válogatottban 2 mérkőzést játszott. 1957 márciusában diplomázott pszichológiából a Bölcsészettudományi Karon. 1961-ben három hónapot töltött az NSZK-ban mint labdarúgóedző. 1970-ben vezetőedzőnek léptették elő. 1974 októberében belépett a Japán Labdarúgó Szövetségbe. 1977-ben főtitkárrá nevezték ki, 1989-ben pedig ügyvezető igazgató lett. 1990 szeptemberében a NOB-nak, és 1995-ben a FIFA olimpiai versenyek "Szervező Bizottság" tagja lett.
2017. február 2-án hunyt el Tokióban tüdőrák következtében. 85 éves volt.

## Statisztika
| Japán válogatott | Japán válogatott | Japán válogatott |
| Időszak          | Mérk.            | gól              |
| ---------------- | ---------------- | ---------------- |
| 1955             | 2                | 0                |
| Összesen         | 2                | 0                |

## Fordítás
- Ez a szócikk részben vagy egészben  a   Shunichiro Okano című angol Wikipédia-szócikk ezen változatának fordításán alapul.  Az eredeti cikk szerkesztőit annak laptörténete sorolja fel. Ez a jelzés csupán a megfogalmazás eredetét és a szerzői jogokat jelzi, nem szolgál a cikkben szereplő információk forrásmegjelöléseként.